# 加通湖

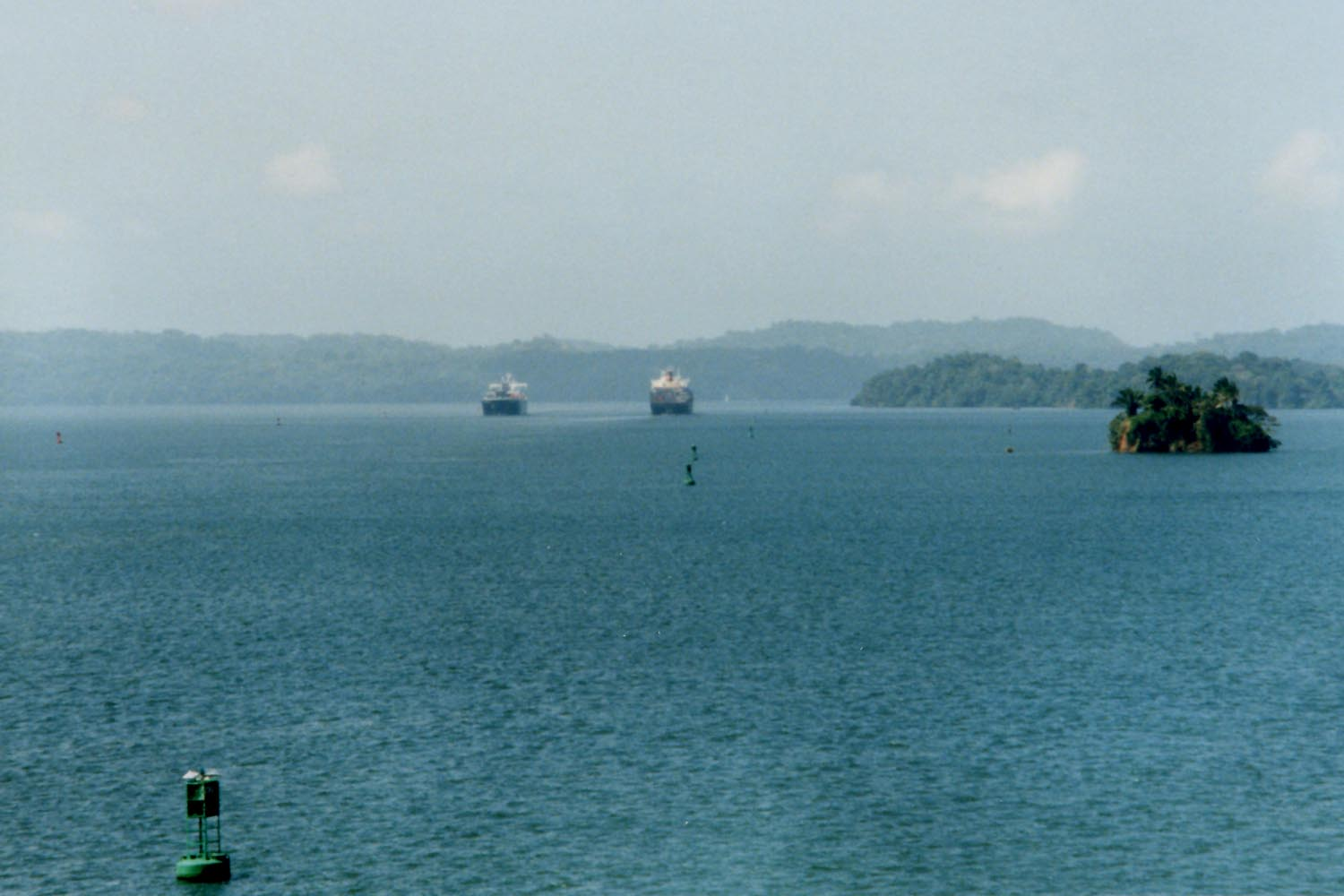
在加通湖上依標誌航行的船隻。

加通湖（西班牙語：Lago Gatún）是一座位於巴拿马的人工湖，也是巴拿馬運河區內最大的湖泊，占运河区面积的很大一部分。

## 概述
加通湖修建於1907年至1913年之間，由於查格雷斯河（Chagres River）上修建加通水壩的關係而形成。加通湖完成時是當時世界上最大的人工湖，加通水壩是世界最大的土石壩。
加通湖面積約425km² ，海拔26m。由於湖泊修建的關係，許多蓄水區的小山丘頂部變成了湖中島嶼，其中最大也最知名地是巴洛·科羅拉多島（Barro Colorado Island）。
加通湖位於查格里斯河的河谷裡。1907–1913年，離加勒比海海口十公里處的加通水壩的建造擴深了查格里斯河。查格里斯河谷邊界的丘陵地廣泛的圍著河，但留下兩公里的缺口給加通水壩，使這地區成為建造大湖的完美地形。加通水壩的水原流過多樹林的谷地，在幾乎一個世紀之後，探出河水的桃心木殘枝依然可見。但沉浸的殘幹也為來往巴拿馬運河的小型船隻帶來風險。